# SAP AG
SAP SE je njemačka tvrtka, jedna od najvećih svjetskih proizvođača 
softwarea i najveća u Europi opreme. Stožer tvrtke nalazi se u Walldorfu, u Njemačkoj. 

## Vanjske poveznice
- Službene internet stranice